# Song for My Father
| Recensione | Giudizio |
| ---------- | -------- |
| AllMusic   | [ 1 ]    |

Song for My Father (il titolo completo sarebbe Song for My Father (Cantiga para meu Pai)) è un album di Horace Silver, pubblicato dalla Blue Note Records nel gennaio del 1965.

## Tracce

### LP
Tutti i brani sono composizioni di Horace Silver, eccetto dove indicato.
Lato A
1. Song for My Father – 7:14 – Registrato il 26 ottobre 1964
2. The Natives Are Restless Tonight – 6:07 – Registrato il 26 ottobre 1964
3. Calcutta Cutie – 8:26 – Registrato il 31 ottobre 1963

Lato B
1. Que pasa – 7:44 – Registrato il 26 ottobre 1964
2. The Kicker – 5:23 (Joe Henderson) – Registrato il 26 ottobre 1964
3. Lonely Woman – 7:00 – Registrato il 31 ottobre 1963

### CD
Edizione CD del 1999, pubblicato dalla Blue Note Records (7243 4 99002 2 6)
Tutti i brani sono composizioni di Horace Silver, eccetto dove indicato.
1. Song for My Father – 7:14
2. The Natives Are Restless Tonight – 6:07
3. Calcutta Cutie – 8:26
4. Que pasa? – 7:44
5. The Kicker – 5:23 (Joe Henderson)
6. Lonely Woman – 7:00
7. Sanctimonious Sam – 3:51 (Musa Kaleem) – Traccia bonus, registrato il 31 ottobre 1963
8. Que pasa? (Trio Version) – 5:34 – Traccia bonus, registrato il 31 ottobre 1963
9. Sighin' and Cryin' – 5:22 – Traccia bonus, registrato il 28 gennaio 1964
10. Silver Treads Among My Soul – 3:51 – Traccia bonus, registrato il 28 gennaio 1964

## Musicisti
Song for My Father / The Natives Are Restless Tonight / Que pasa / The Kicker
- Horace Silver - pianoforte
- Carmell Jones - tromba
- Joe Henderson - sassofono tenore
- Teddy Smith - contrabbasso
- Roger Humphries - batteria

Calcutta Cutie / Lonely Woman / Sanctimonious Sam / Que pasa? (Trio Version)
- Horace Silver - pianoforte
- Blue Mitchell - tromba (solo nel brano: Calcutta Cutie)
- Junior Cook - sassofono tenore
- Gene Taylor - contrabbasso
- Roy Brooks - batteria[6]

Sighin' and Cryin' / Silver Treads Among My Soul
- Horace Silver - pianoforte
- Blue Mitchell - tromba
- Junior Cook - sassofono tenore
- Gene Taylor - contrabbasso
- Roy Brooks - batteria[7]

Note aggiuntive
- Alfred Lion - produttore
- Registrazioni effettuate il 31 ottobre 1963 ed il 28 gennaio e 26 ottobre 1964 al Van Gelder Studio di Englewood Cliffs, New Jersey (Stati Uniti)
- Rudy Van Gelder - ingegnere delle registrazioni
- Francis Wolff - fotografia copertina frontale album originale (raffigurante John Tavares Silver)
- Reid Miles - design copertina album originale
- Leonard Feather - note retrocopertina album originale[3]